# 크리소테미스
크리소테미스(Chrysothemis)는 그리스 신화에 나오는 아가멤논과 클리타임네스트라의 딸이다. 트로이 전쟁에서 돌아온 아가멤논이 아내 클리타임네스트라와 정부 아이기스토스에게 살해당하자 복수심에 불타는 엘렉트라는 크리소테미스에게 힘을 합쳐 아버지의 원수를 갚자고 설득하였다. 크리소테미스는 언니의 생각에 동감하지만 약자로서 참는 수밖에 없다고 충고하였고 이에 두 자매는 격렬한 말다툼을 벌인 뒤 원수처럼 헤어졌다.